# فرودگاه برنو-تورانی
فرودگاه برنو-تورانی (به انگلیسی: Brno-Tuřany Airport) (به زبان بومی: Letiště Brno-Tuřany) یک فرودگاه همگانی مسافربری با کد یاتا BRQ است که یک باند فرود بتن دارد و طول باند آن ۲۶۵۰ متر است. این فرودگاه در شهر برنو (جمهوری چک) کشور جمهوری چک قرار دارد و در ارتفاع ۲۳۵ متری از سطح دریا واقع شده‌است.

## شرکت‌های هواپیمایی و مقصدهای پروازی

### مسافری
The following airlines operate regular scheduled and charter flights to and from Brno:
| شرکت‌های هواپیمایی                          | مقصدهای پروازی |
| ------------------------------------------ | --- |
| بی‌ام‌آی رجیونال                             | مونیخ |
| رایان‌ایر                                   | استانستد لندن |
| اسمارت‌وینگز اجرا توسط تراول سرویس ایرلاینز | فصلی: آنتالیا، بورگاس، کورفو، هراکلین، غردقه، جزیره کوس، لامتزیا ترمه، مرسی عالم، لئوس جانسیک استراوا، پالما د مایورکا، ملی اکتیون، رود، تنریف جنوبی، مادر ترزای تیرانا، وارنا، زاکینثوس                                                                                 |
| تراول سرویس ایرلاینز                       | چارتر فصلی: آلمریا، آنتالیا، میلاس-بودروم، بورگاس، کورفو، دیربا–زارزیس، ارجان، فارو, کاوالا، جزیره کوس، مرسی عالم، منستیر – حبیب بورقیبه، لئوس جانسیک استراوا، پالما د مایورکا، پودگوریتسا، ملی اکتیون، رود، سمس، ملی سادورینی، شرم‌الشیخ، تنریف جنوبی, سالونیک، زاکینثوس |
| تونس ایر                                   | چارتر فصلی: دیربا–زارزیس، منستیر – حبیب بورقیبه |
| ویز ایر                                    | آیندهوون، لوتن لندن |

### باری
| شرکت‌های هواپیمایی    | مقصدهای پروازی   |
| -------------------- | ---------------- |
| ASL Airlines Belgium | لیژ، پراگ رازیون |
| هواپیمایی ترکمنستان  | عشق‌آباد          |